# Astillero Fútbol Club
Astillero Fútbol Club es un club de futbol profesional de la ciudad de Guayaquil, Ecuador, fundado el 7 de marzo de 2022. Actualmente juega en la Segunda Categoría de Ecuador.
Está afiliado a la Asociación de Fútbol del Guayas.

## Plantilla 2023
- Actualizado en 2023.

## Auspiciantes
| Indumentaria  |           |
| Período       | Proveedor |
| 2022-presente | Boman     |

| Patrocinador  |                      |
| Período       | Patrocinador oficial |
| 2022-presente | Agusegpro            |

## Presidentes
| Periodo       | Nombre                          |
| ------------- | ------------------------------- |
| 2021 - 2024   | Héctor Pesantez Sangurima       |
| 2025 - actual | María Elizabeth Palma Velásquez |

## Infraestructura

### Sede Los Esteros
La institución Astillero Futbol Club tiene una sede social ubicada en la ciudadela Los Esteros, ubicado en Calle Los Esteros y Avenida Coronel Jacinto Rodríguez Bejarano; Manzana 17A, solar 46. El lugar tiene 3 canchas sintéticas pequeñas, una sede social, bar, sala de entretenimiento y televisión.  

### Ciudad Deportiva La Canchita del Astillero
Desde la temporada 2024 el Astillero Futbol Club se hizo cargo de la gestión del manejo de un lugar que hizo como su Ciudad Deportiva, ubicada al sur del estadio de Fertisa. El lugar tiene 3 canchas sintéticas con dimensiones para futbol profesional, bar, zona de refrescamiento, camerinos. Desde octubre de 2024, es la sede principal de entrenamiento de formativas y el primer equipo de Astillero.

## Datos del club
- Temporadas en Segunda Categoría: 4 (2022-presente).

## Palmarés

#### Torneos provinciales
| Competición                  | Competición | Títulos | Subcampeonatos |
| ---------------------------- | ----------- | ------- | -------------- |
| Segunda Categoría del Guayas | (0/1)       |         | 2023.          |
| Torneo AFG Sub-18            | (0/1)       |         | 2023.          |
| Torneo AFG Sub-14            | (0/1)       |         | 2024.          |
| Torneo AFG Sub-12            | (1/0)       | 2022.   |                |

#### Otros torneos
| Competición           | Competición | Títulos | Subcampeonatos |
| --------------------- | ----------- | ------- | -------------- |
| Amateur League Sub-14 | (1/0)       | 2025-A. |                |